# ヤン・ポルヤン
ヤン・ヴァシリエヴィチ・ポルヤン（ロシア語: Ян Васильевич Полуян, ラテン文字転写: Yan Vasil'evich Poluyan, 1891年10月21日 - 1937年10月8日）は、ロシアの革命家・政治家。

## 生涯

### 前半生
1891年10月21日（ユリウス暦9日）、ロシア帝国クバーニ州エリザヴェチンスカヤで、ロシア人コサックの家庭に生まれた。1905年からのロシア第一革命にもエカテリノダールで参加し、1912年からボリシェヴィキ党員となった。聖ウラジーミル帝立大学 (ru) 法学部で学んだが1914年に放校され、翌1915年2月19日には逮捕された。キエフ刑務所とズラトウースト中央刑務所での懲役5年を言い渡されたが、1917年の二月革命発生によって釈放され、同年3月から5月にかけてエカテリノダールで民警部長を務めた。その後エカテリノダール市ドゥーマ議員となり、10月からはエカテリノダール市ソビエト議長となった。

### 内戦期
翌1918年にはクバーニ州ソビエト執行委員会議長となり、同年1月30日からはクバーニ＝黒海軍事革命委員会議長にも就いた。4月14日から5月30日まではクバーニ・ソビエト共和国中央執行委議長と人民委員会議議長を兼務。5月30日から7月7日まではクバーニ＝黒海ソビエト共和国人民委員会議議長を務め、7月7日からは北カフカース・ソビエト共和国革命軍事会議議長となった。同年10月から11月までは赤軍南部戦線第11軍革命軍事会議議長、11月17日から翌1919年2月13日までは南カスピ・カフカース戦線第11軍革命軍事会議メンバー、2月から3月までは第12軍革命軍事会議メンバー、3月から5月までは第7特別騎兵師団 (ru) 政治部部長、5月からは第34狙撃師団政治部部長を務め、7月まで赤軍政治査察官でもあった。7月から10月までは第9軍革命軍事会議メンバー、10月からは南東戦線政治部部長、翌1920年1月までカフカース戦線 (ru) 政治部部長も務めた。1919年12月1日から1921年1月までクバーニ＝黒海州革命委議長を務め、その他1920年6月から1921年3月までボリシェヴィキ中央委カフカース局員 (en)、1920年7月25日から8月27日までカフカース戦線第9軍革命軍事会議メンバーでもあった。

### 後半生
1921年の第10回党大会に出席し、同年1月からクバーニ＝黒海州ソビエト執行委議長、3月からボリシェヴィキ中央委南東局員を翌1922年1月まで務めた。1918年から1931年までは全ロシア中央執行委員であり、1925年1月から1929年2月まではその組織部部長、同じく1925年から1929年までは全ロシア中央執行委幹部会員、また1922年から1931年まではソビエト連邦中央執行委員でもあった。1922年4月から7月までトヴェリ県ソビエト執行委副議長、7月18日から1925年1月16日まで議長。1923年9月からトヴェリ県内部取引委議長、1927年から1929年まではヴォルガ＝ドン高速道路委副議長、1929年2月から1930年4月までは極東地方ソビエト執行委議長、1930年4月から1931年1月まではロシア社会主義連邦ソビエト共和国人民委員会議小委委員、1931年1月から7月まではロシア共和国人民委員会議附属公共事業管理副長、1931年7月から1937年7月まではロシア共和国公共事業人民委員部審判長およびエネルギー管理部部長を務めた。
しかし、同月26日に逮捕され、反革命テロ組織への参加を理由に連邦最高裁軍事参議会によって10月8日に死刑を宣告され、同日処刑された。その後は新ドン墓地に葬られていたが、1955年11月に名誉回復がなされた。